# Feuerwehr Tokio

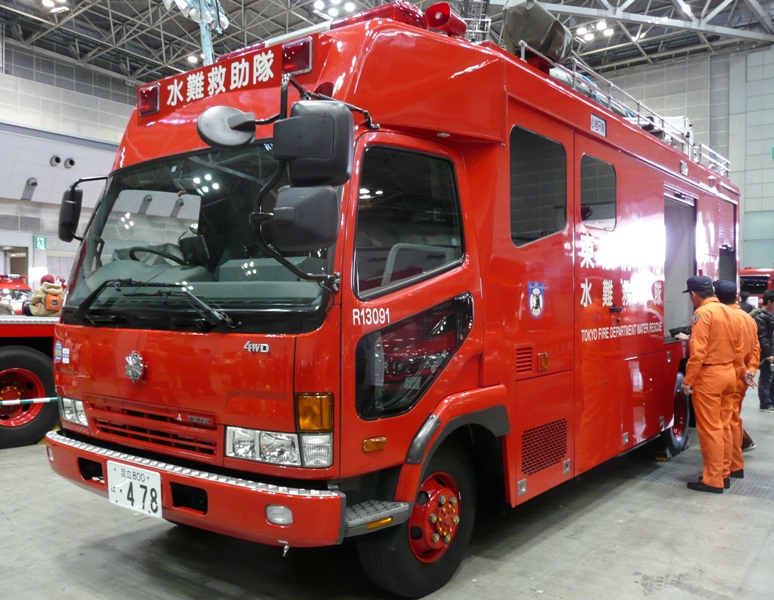
Einsatzfahrzeug

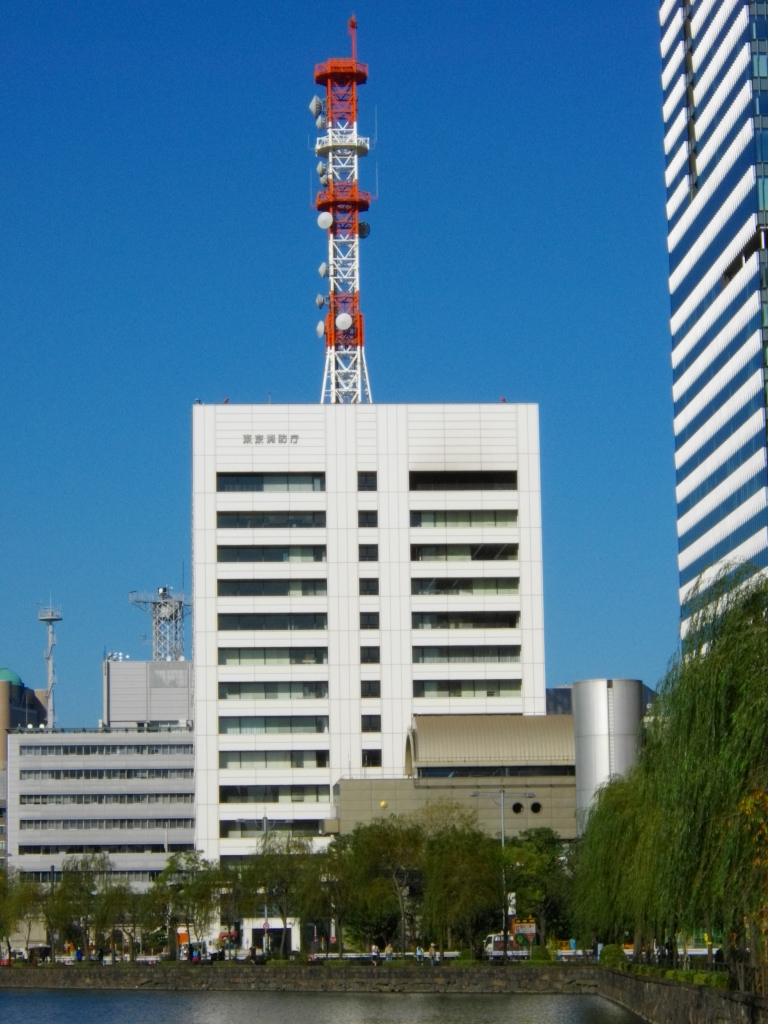
Gebäude der Feuerwehr Tokio

Die Feuerwehr Tokio (jap. 東京消防庁, Tōkyō shōbō-chō, „Feuerwehrbehörde Tokio“) untersteht der Regierung der Präfektur Tokio, die aus dem Gebiet der ehemaligen Stadt Tokio, dem Tama-Gebiet und den Izu- und Ogasawara-Inseln besteht. Für das Gebiet der Inseln und die Stadt Inagi ist die Tokioter Feuerwehr aber nicht zuständig.
Neben dem Brandschutz ist sie auch für Erdbeben, Überschwemmungen, Katastrophenschutz aus atomaren, biologischen und chemischen Risiken und für medizinische Notfälle zuständig.
Die Feuerwehr Tokio ist in drei Abteilungen gegliedert und verfügt über 80 Feuerwachen. Ihr Fahrzeugbestand besteht unter anderem aus etwa 500 Löschfahrzeugen und 85 Drehleitern.
Sie absolviert jährlich etwa 600.000 medizinische Notfallfahrten und löscht rund 6.000 Brände.
Die Feuerwehr verfügt über zwölf verschiedene Typen von Rettungsrobotern, die in besonders kritischen Situationen zum Einsatz kommen, in denen menschliche Einsatzkräfte gefährdet werden würden. Sie werden ferngesteuert und können Löschmittel spritzen, Personen retten oder große Gegenstände bewegen.

## Feuerwehrmuseum
Ein Überblick über die japanische Feuerwehrgeschichte bietet das Tokioter Feuerwehrmuseum (Fire Museum. Tokyo Fire Department Firefighting and Disaster Prevention Reference Center, 消防博物館 東京消防庁消防防災資料センター). Es ist in der Feuerwache in Yotsuya 3-10, Shinjuku-ku untergebracht. Auf insgesamt fünf Etagen sind sowohl historische Feuerlöschmittel, darunter Nachbauten Deutscher Handdruckspritzen, als auch Uniformen, Modelle und moderne Feuerwehrfahrzeuge ausgestellt. Auf dem Dach ist ein begehbarer, ausgemusterter Hubschrauber installiert.